# 시팔리비니구

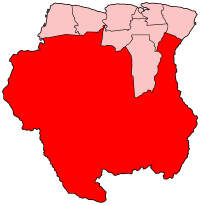
시팔리비니 구의 위치

시팔리비니구(네덜란드어: Sipaliwini)는 수리남의 구로 면적은 130,567km2, 인구는 37,065명(2012년 기준), 인구 밀도는 0.28명/km2이다. 행정 중심지는 없으며 파라마리보에 있는 중앙 정부가 직접 관할한다. 북쪽으로는 마로베이너 구, 파라 구, 브로코폰도 구, 코로니 구, 니케리 구와 접하며 서쪽으로는 가이아나, 남쪽으로는 브라질, 동쪽으로는 프랑스령 기아나와 접한다. 6개 지방 자치체를 관할한다.